# Camacolaimoides praedator
Camacolaimoides praedator is een rondwormensoort uit de familie van de Leptolaimidae. De wetenschappelijke naam van de soort is voor het eerst geldig gepubliceerd in 1922 door de Man.